# Цвийич, Йован
Доктор Йо́ван Цви́йич (серб. Јован Цвијић, 11 октября 1865, Лозница, Сербия — 16 января 1927, Белград, КСХС) — сербский географ, этнограф и геолог, председатель Сербской королевской академии и ректор Белградского университета. Считается основателем балканистики как научного направления.

## Биография
Свою первую и наиболее известную работу Цвийич сделал, изучая горный массив Кучай и расположенную в нём Преконошку пещеру. Работа эта легла в основу его диссертации «Das Karstphänomen» (1893 год), которую Цвийич защитил в Венском университете, а позже была издана отдельной монографией на сербском языке: Karst (1895). Фактически эти исследования положили начало новой науке — карстоведению.
Знаменит тем, что пропагандировал, что три этнические группы — сербы, хорваты и словенцы — это представители одного и того же народа: «югославов».
Цвийич является основателем Географического завода, который положил начало существованию географического факультета Белградского университета.

## Важнейшие работы
- «Geografska ispitivanja u oblasti Kučaja u Istočnoj Srbiji» (Географическое исследование области Куцай в Восточной Сербии). Geološki anali Balkanskog poluostrva 5: 7-172, 1893
- Das Karstphänomen, 1893, Вена
- Karst, 1895
- Структура и классификация гор Балканского полуострова, 1902
- Die Tektonik der Balkanhalbinsel mit besonderer Berückichtigung der neueren Fortschritte in der Kenntnis der Geologie von Bulgarien, Serbien und Mazedonien, 1904, Вена
- Foundations of the Geography and Geology of Macedonia and Old Serbia I—III, 1906—1911
- Grundlinien der Geographie und Geologie von Mazedonien und Alt-Serbien. Nebst Beobachtungen in Thrazien, Thessalien, Epirus und Nordalbanien, 1908, Гота
- Lake Plastics of Šumadija, 1909
- Geomorphology I—II, 1924, 1926
- Балканско полуострво и Јужнословенске земље (1. део)
- Балканско полуострво и Јужнословенске земље (2. део)
- О исељавању босанских мухамеданаца
- Анексија Босне и Херцеговине и српско питање
- Праве и лажне патриоте